# Rouge and Riches
Rouge and Riches er en amerikansk stumfilm fra 1920 af Harry L. Franklin.

## Medvirkende
- Mary MacLaren - Becky
- Alberta Lee - Aunt Lucia
- Robert Walker - Jefferson Summers
- Wallace MacDonald - Tom Rushworth
- Marguerite Snow - Dodo
- Syn De Conde - Jose
- Lloyd Whitlock - Carter Willis
- Dorothy Abril - Kittens Dalmayne
- Harry Dunkinson - Max Morko
- Helene Sullivan - Jane Hamilton